# Jakob Steffan

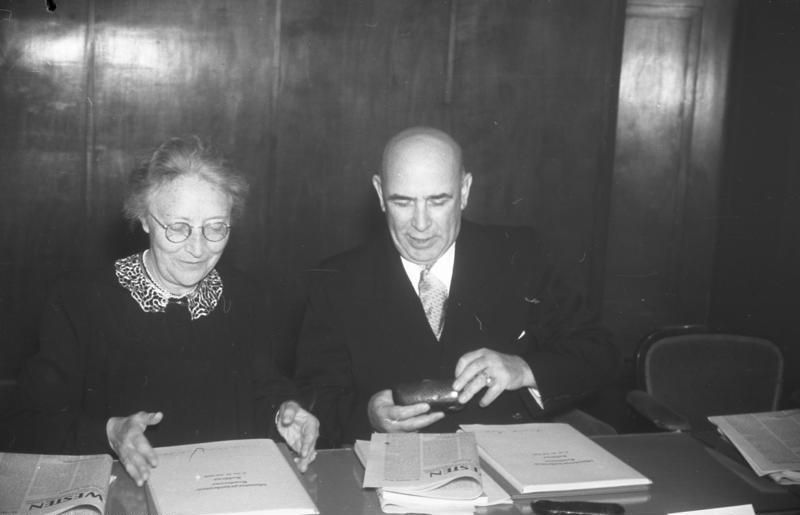
Jakob Steffan auf der Rittersturz-Konferenz 1948 (links: Louise Schroeder)

Jakob Steffan (* 31. Dezember 1888 in Oppenheim; † 9. Februar 1957 in Mainz) war ein deutscher sozialdemokratischer Politiker, der ab 1933 unter anderem im KZ Dachau inhaftiert war. Seit 1940 organisierte er für Wilhelm Leuschner den zivilen antinazistischen Widerstand in Süd- und Rheinhessen. Von 1946 bis 1950 war er in Rheinland-Pfalz Innen- bzw. Sozialminister.

## Leben
Steffan wurde als Sohn des Arbeiters Jakob Steffan und dessen Ehefrau Caroline, geb. Ziemer, geboren. Nach Volksschule und kaufmännischer Lehre in Oppenheim arbeitete er als Rechtsanwaltsgehilfe sowie in den Chemiewerken Brockhues in Niederwalluf.
1914 bis 1918 nahm Steffan als Angehöriger des 1. Nassauischen Feldartillerie-Regiments Nr. 27 Oranien am Ersten Weltkrieg teil und wurde wegen Tapferkeit mehrfach dekoriert. Danach wurde er erst kaufmännischer Angestellter, dann Prokurist und 1928 schließlich Teilhaber der Weinbrennerei Nödling in Oppenheim. 1923 oblag ihm die Abwehr der rheinischen Separatisten. Am 28. April 1928 heiratete er in Darmstadt Eleonore Leist. Sie war die Nichte des mit ihm seit 1919 befreundeten Ludwig Schwamb, der ebenfalls 1928 zum persönlichen Referenten des hessischen Innenministers Wilhelm Leuschner berufen wurde.
Steffan trat 1912 der SPD bei und wirkte von 1919 bis 1933 in Oppenheim als Stadtverordneter und als Mitglied des Kreistages. Dem Provinzialausschuss Rheinhessen diente er zwischen 1923 und 1929. Von 1923 bis 1933 gehörte er zudem dem Provinziallandtag der Provinz Rheinhessen an. Von 1927 bis 1933 war er zugleich Abgeordneter des Volksstaates Hessen und von Juli bis November 1932 auch Reichstagsabgeordneter für den Wahlkreis 33 Hessen-Darmstadt.
Seit dem 31. März 1933 war er aus politischen Gründen zunächst in Frankfurt am Main, Darmstadt und Mainz inhaftiert. Sein Wohnhaus in Oppenheim wurde zwangsgeräumt, seine Möbel und Wertgegenstände wurden ausgelagert und dann versteigert. Auf Weisung der SA mussten Steffans Ehefrau und der Sohn Lothar Oppenheim verlassen. Sie fanden Zuflucht bei ihrer Mutter Emilie Leist, die sich fortan zusammen mit ihrem Bruder Ludwig Schwamb um die Erziehung des Enkels kümmerte. Auch die Zulassung als selbständiger Spirituosenhändler in Mainz wurde Steffan entzogen, sein Warenvorrat beschlagnahmt.
Am 15. Dezember 1933 wurde er in einem Prozess mit eindeutig politischem Hintergrund zu einer Gefängnisstrafe von zweieinhalb Jahren wegen angeblicher Untreue und Schädigung der Allgemeinen Ortskrankenkasse Oppenheim verurteilt, deren Vorsitzender er vordem war. Die Strafe verbüßte er in der Haftanstalt Butzbach.
Seit dem 25. Januar 1936 war Steffan im KZ Dachau unter ständigen Demütigungen und Misshandlungen inhaftiert. Wegen der Wiederaufnahme des Verfahrens wurde er 1937 und 1938 mehrmals ins Gerichtsgefängnis Mainz überstellt. Das erste Urteil wurde aufgehoben, am 28. Juli 1939 erfolgte jedoch eine erneute Verurteilung zu einer Haftstrafe in gleicher Höhe, nun wegen Betrugs und Untreue. Kurz nach dem Krieg stellte die Strafkammer des Landgerichts Mainz (Geschäftsnummer 3 K Ms 7a – b/45) in einem Wiederaufnahmeverfahren seine Unschuld zweifelsfrei fest und hob das vorausgegangene Urteil auf.
Am 20. April 1940 erfolgte seine probeweise Entlassung aus dem KZ Dachau. Seine Frau hatte sich 1938 scheiden lassen. Zu seiner Mutter konnte er nicht zurück, da die Oppenheimer Stadtverwaltung ihn wegen seiner politischen Vergangenheit zum Verlassen der Stadt binnen zwei Stunden aufforderte. Daraufhin nahm er sich ein möbliertes Zimmer in Mainz. Die Zulassung für eine erneute Branntweinproduktion wurde ihm verwehrt, außerdem war er unter Polizeiaufsicht gestellt.
Kurz nach seiner Haftentlassung wurde er zur führenden Mitwirkung im Rahmen eines reichsweiten antinazistischen Netzes primär sozialdemokratisch-gewerkschaftlicher Vertrauensleute angeworben. Besonders eng konnte diese konspirative Struktur von Leuschner, Schwamb, Carlo Mierendorff und anderen im Bereich zwischen Frankfurt am Main, Wiesbaden, Mainz und Heidelberg geknüpft werden. Aus Tarnungsgründen wurde Steffan Teilhaber einer kleinen pharmazeutischen Firma. Sie gehörte Prof. Franz Como in Bensheim, der gleichfalls in jene Widerstandsaktivitäten eingebunden war. Nachdem er sich drei Beamte der Mainzer Gestapo geneigt gemacht hatte, konnte Steffan mehrere aus rassistischen, politischen oder religiösen Gründen verfolgte Personen vor der drohenden Verhaftung warnen. Während der reichsweiten Rasterfahndung nach dem gescheiterten Umsturzversuch vom 20. Juli 1944 wurde er am 22. August 1944 kurzzeitig inhaftiert. Sein Wissen um die zivilen Widerstandsstrukturen im Wehrkreis XII Wiesbaden hat er nicht preisgegeben. Bis zum Ende der NS-Diktatur konnte er sich im rheinhessischen Spiesheim verborgen halten.
Im März 1945 wurde Steffan zum kommissarischen Polizeipräsidenten für Rheinhessen in Mainz bestimmt und im Mai zum Regierungspräsidenten für Rheinhessen ernannt. 1946 wurde er Mitglied der Beratenden Landesversammlung Rheinland-Pfalz. 1947 wurde Steffan in den Rheinland-Pfälzischen Landtag gewählt, dem er bis 1951 angehörte. 1946 und 1947 diente er der provisorischen Landesregierung als Innenminister. Von 1947 bis 1949 wirkte er in gleicher Funktion im Kabinett von Ministerpräsident Peter Altmeier und schließlich dies von 1949 bis 1950 als Sozialminister.
Er war 1946 bis 1956 Mitglied der zentralen Kontrollkommission der SPD sowie ihres Landesausschusses Rheinland-Pfalz und Bezirksvorstandes Rheinhessen.

## Ehrungen
Jakob Steffan war Ehrensenator der Johannes Gutenberg-Universität Mainz und Ehrenbürger der Stadt Oppenheim. Seit 2010 wird der Jakob-Steffan-Preis gegen Rechtsextremismus und für eine starke Demokratie durch den Verein „Rheinhessen gegen Rechts e. V.“ vergeben.